# James Mabbe
James Mabbe o Mab (1572 - 1642), poeta, hispanista y traductor inglés. 
Se graduó en el Magdalen College, de la Universidad de Oxford. Al servicio del embajador en España John Digby como secretario, desde 1611 a 1613 vivió en Madrid,  y a su retorno a su país natal, tradujo al inglés importantes obras españolas del Siglo de Oro, entre ellas una parte de las Novelas ejemplares de Miguel de Cervantes, además de la novela picaresca de Mateo Alemán, Guzmán de Alfarache (1623) y La Celestina en 1631.